# Río Abtao
Río Abtao är ett vattendrag i Chile.   Det ligger i regionen Región de Los Lagos, i den södra delen av landet, 1 000 km söder om huvudstaden Santiago de Chile.
I omgivningen kring Río Abtao växer i huvudsak blandskog. Området är  glesbefolkat, med 9 invånare per kvadratkilometer.